# Koeripur
Koeripur – miasto w północnych Indiach, w stanie Uttar Pradesh, na Nizinie Hindustańskiej.
Populacja miasta w 2001 roku wynosiła 7268 mieszkańców.